# Madolyn Smith
Madolyn Smith, född 21 april 1957 i Albuquerque, New Mexico, är en amerikansk skådespelare, mest känd för sina roller på 1980-talet. Sedan 1988 är hon gift med NHL-spelaren Mark Osborne.

## Filmografi (urval)
- Urban Cowboy, 1980
- Mitt andra jag, 1984
- 2010, 1984
- Tracys hämnd, 1986
- Livet på landet, 1988
- En rutten värld, 1991
- Class of '96 (TV-serie), 1993